# Johannes Masing

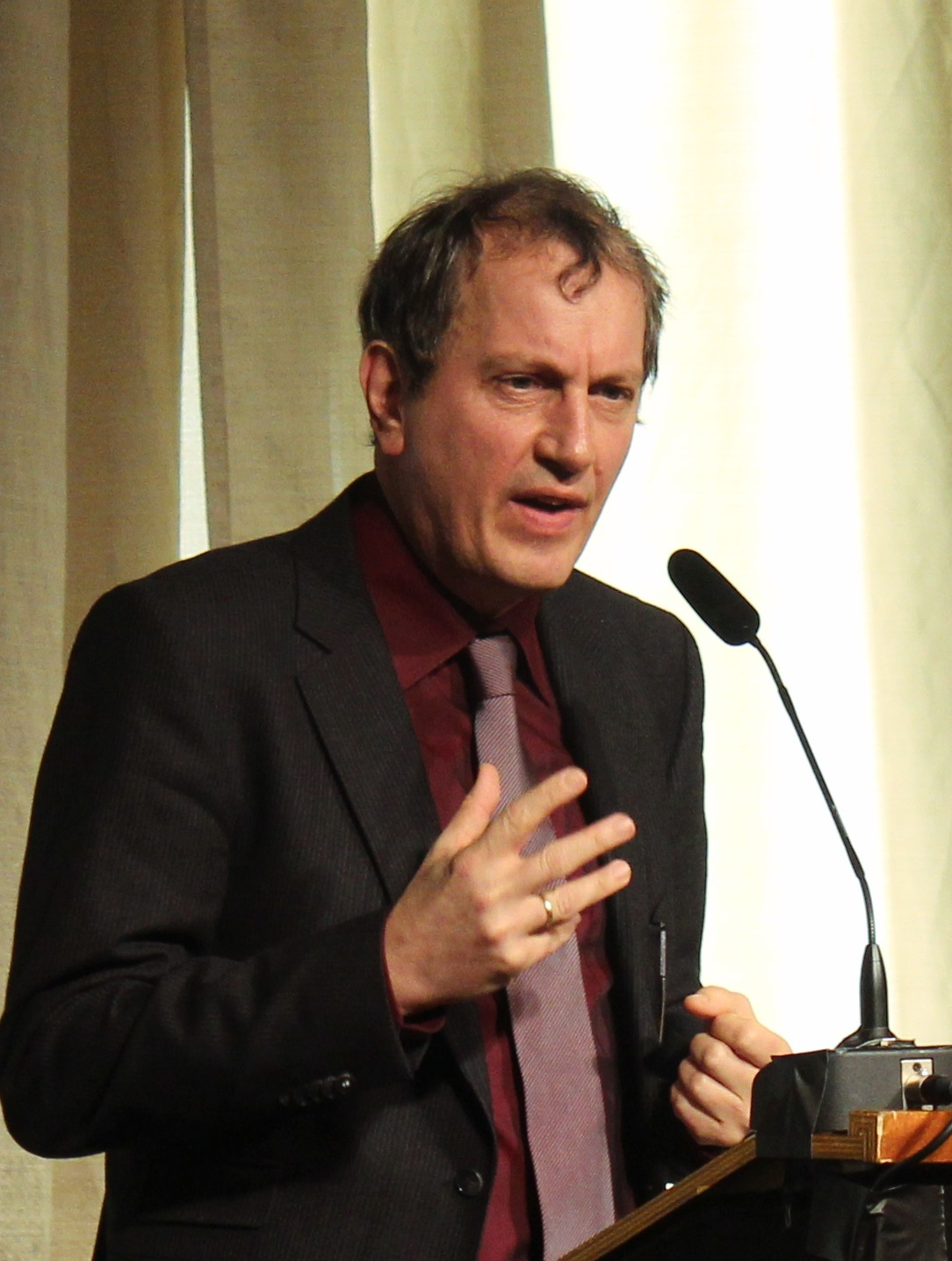
Johannes Masing, 2014

Johannes Masing (* 9. Januar 1959 in Wiesbaden) ist ein deutscher Rechtswissenschaftler und ehemaliger Richter des Bundesverfassungsgerichts.

## Leben
Nach einem einsemestrigen Sprachstudium an der Universität Stendhal (Universität Grenoble 3) 1979 studierte Masing Rechtswissenschaft und Philosophie an der Universität Freiburg sowie Klavier an den Musikhochschulen in Freiburg und Stuttgart. Seit 1981 erhielt Masing eine Förderung durch das Cusanuswerk. Seine beiden juristischen Staatsexamina legte er 1985 und 1989 ab. Im Anschluss daran war Masing als wissenschaftlicher Mitarbeiter am Institut für Öffentliches Recht der Universität Freiburg sowie als freier Mitarbeiter in einer Anwaltskanzlei tätig. Von 1992 bis 1996 arbeitete er als wissenschaftlicher Mitarbeiter am Bundesverfassungsgericht für Ernst-Wolfgang Böckenförde. Danach promovierte er noch im selben Jahr an der Universität Freiburg über den Einfluss des Europarechts auf das nationale Verwaltungsrecht; 1997 folgte die Habilitation mit einer Arbeit über parlamentarische Untersuchungen privater Sachverhalte. Nach Lehrstuhlvertretungen an den Universitäten Bielefeld und Heidelberg nahm er 1998 den Ruf an die Universität Augsburg an, wo er bis zum Wintersemester 2006/2007 den Lehrstuhl für Staats- und Verwaltungsrecht innehatte. Zum Sommersemester 2007 nahm Masing einen Ruf an die Universität Freiburg an. Er ist Mitglied der Vereinigung für Verfassungsgeschichte.
2021 wurde er zum ordentlichen Mitglied in die Academia Europaea gewählt.
Johannes Masing ist verheiratet und hat zwei Kinder.

## Tätigkeit am Verfassungsgericht
Auf Vorschlag der SPD wurde Masing am 15. Februar 2008 vom Bundesrat als Richter in den Ersten Senat des Bundesverfassungsgerichts gewählt. Er trat sein Amt am 2. April 2008 als Nachfolger von Wolfgang Hoffmann-Riem an und war zuständig für Verfahren zu Pressefreiheit, Demonstrationsrecht und Datenschutz. Seine Amtszeit sollte offiziell mit Ablauf des 1. April 2020 enden. Da seine Nachfolgerin, Ines Härtel, erst am 3. Juli 2020 vom Bundesrat gewählt wurde, blieb Masing bis zu ihrer Ernennung am 10. Juli 2020 weiter im Amt.

## Forschungsschwerpunkte
Masings Forschungsschwerpunkte als Wissenschaftler sind Staatsrecht, Migrationsrecht, Verfassungsgeschichte und Wirtschaftsverwaltungsrecht.

## Ehrungen
Masing erhielt 2007 den Gay-Lussac-Humboldt-Preis.
Zum Ende seiner Richtertätigkeit am Bundesverfassungsgericht wurde ihm das Große Verdienstkreuz mit Stern und Schulterband des Verdienstordens der Bundesrepublik Deutschland verliehen.

## Publikationen
- Die Mobilisierung des Bürgers für die Durchsetzung des Rechts. Europäische Impulse für eine Revision der Lehre vom subjektiv-öffentlichen Recht, Duncker & Humblot, Berlin 1997 (= Schriften zum öffentlichen Recht, 716), ISBN 3-428-08928-6 (zugleich: Dissertation, Universität Freiburg, 1996).
- Parlamentarische Untersuchungen privater Sachverhalte. Art. 44 GG als staatsgerichtetes Kontrollrecht, Mohr Siebeck, Tübingen 1998 (= Jus publicum, 30), ISBN 3-16-146886-4 (zugleich: Habilitations-Schrift, Universität Freiburg, 1997).
- Wandel im Staatsangehörigkeitsrecht vor den Herausforderungen moderner Migration, Mohr Siebeck, Tübingen 2001, ISBN 3-16-147535-6.
- Hrsg. mit Dieter Gosewinkel: Die Verfassungen in Europa. 1789–1949. Wissenschaftliche Textedition unter Einschluß sämtlicher Änderungen und Ergänzungen sowie mit Dokumenten aus der englischen und amerikanischen Verfassungsgeschichte. Mit einer verfassungsgeschichtlichen Einführung zur Erschließung der Texte versehen. Beck, München 2006, ISBN 3-406-55169-6.